# Brommella renguodongi
Brommella renguodongi là một loài nhện trong chi Brommella, họ Dictynidae.
Loài này được Shuqiang Li miêu tả năm 2017. Tính từ định danh loài lấy theo tên của giáo sư Guodong Ren thuộc Đại học Hà Bắc ở Bảo Định, nhà phân loại học hàng đầu về họ bọ cánh cứng Tenebrionidae, người đã hỗ trợ cho nhóm tác giả trong các công tác thực địa.

## Phân bố
Loài này được tìm thấy ở cao độ 86 m trong hang Shuilongyan, đồi Duxiufeng, 22°37.388′B 107°54.047′Đ / 22,623133°B 107,900783°Đ thuộc địa phận huyện Phù Tuy, địa khu Sùng Tả, Quảng Tây, Trung Quốc.